# Rikky von Opel
Frederick „Rikky“ von Opel (* 14. října 1947 New York) je bývalý lichtenštejnský automobilový závodník. Je pravnukem Adama Opela, zakladatele automobilky Opel. Narodil se v USA, kvůli výhodnějším daním však žil v Lichtenštejnsku a stal se jediným reprezentantem této země v historii mistrovství světa jezdců F1. Zpočátku závodil pod jménem Antonio Bronco, aby nebyl spojován se slavnou automobilovou dynastií. Jezdil ve Formuli Ford a v British Formula 3 International Series, v roce 1972 se stal celkovým vítězem BRSCC North Central Lombard Series. Díky rodinným financím se mu podařilo získat angažmá v týmech Formule 1 Ensign Racing a Brabham, v žádném ze čtrnácti závodů, kterých se zúčastnil, však nezískal bodované umístění (nejlepším výsledkem bylo dvakrát deváté místo). Po neúspěšné kvalifikaci na GP Francie 1974 ho šéf Brabhamu Bernie Ecclestone nahradil Carlosem Pacem.

## Výsledky v F1
| Legenda k tabulce | Legenda k tabulce                                                                       |
| Barva             | Výsledek                                                                                |
| ----------------- | --------------------------------------------------------------------------------------- |
| Zlatá             | Vítěz                                                                                   |
| Stříbrná          | 2. místo                                                                                |
| Bronzová          | 3. místo                                                                                |
| Zelená            | Bodované umístění                                                                       |
| Modrá             | Nebodované umístění                                                                     |
| Modrá             | Dokončil neklasifikován (NC)                                                            |
| Fialová           | Odstoupil (Ret)                                                                         |
| Červená           | Nekvalifikoval se (DNQ)                                                                 |
| Červená           | Nepředkvalifikoval se (DNPQ)                                                            |
| Černá             | Diskvalifikován (DSQ)                                                                   |
| Bílá              | Nestartoval (DNS)                                                                       |
| Bílá              | Závod zrušen (C)                                                                        |
| Světle modrá      | Pouze trénoval (PO)                                                                     |
| Světle modrá      | Páteční testovací jezdec (TD)                                                           |
| Bez barvy         | Netrénoval (DNP)                                                                        |
| Bez barvy         | Vyřazen (EX)                                                                            |
| Bez barvy         | Nepřijel (DNA)                                                                          |
| Bez barvy         | Odvolal účast (WD)                                                                      |
| Bez barvy         | Nezúčastnil se (prázdné)                                                                |
| Označení          | Význam                                                                                  |
| Tučnost           | Pole position                                                                           |
| Kurzíva           | Nejrychlejší kolo                                                                       |
| †                 | Jezdec nedojel do cíle, ale byl klasifikován, protože odjel více než 90 % délky závodu. |
| ‡                 | Byl udělován poloviční počet bodů, protože bylo odjeto méně než 75 % délky závodu.      |
| Horní index       | Umístění bodujících jezdců ve sprintu                                                   |

| Rok  | Tým           | Šasi | Motor       | 1       | 2   | 3   | 4       | 5       | 6       | 7     | 8      | 9       | 10      | 11  | 12      | 13      | 14     | 15      | Umístění | Body |
| ---- | ------------- | ---- | ----------- | ------- | --- | --- | ------- | ------- | ------- | ----- | ------ | ------- | ------- | --- | ------- | ------- | ------ | ------- | -------- | ---- |
| 1973 | Ensign Racing | N173 | Cosworth V8 | ARG     | BRA | RSA | ESP     | BEL     | MON     | SWE   | FRA 15 | GBR 13  | NED DNS | GER | AUT Ret | ITA Ret | CAN NC | USA Ret | NC       | 0    |
| 1974 | Ensign Racing | N174 | Cosworth V8 | ARG DNS | BRA | RSA |         |         |         |       |        |         |         |     |         |         |        |         | NC       | 0    |
| 1974 | Brabham       | BT44 | Cosworth V8 |         |     |     | ESP Ret | BEL Ret | MON DNQ | SWE 9 | NED 9  | FRA DNQ | GBR     | GER | AUT     | ITA     | CAN    | USA     | NC       | 0    |